# Tippecanoe River
Der Tippecanoe River ist ein rechter Nebenfluss des Wabash River im  US-Bundesstaat Indiana. Der Fluss ist 267 km lang und entwässert im zentralen Norden von Indiana ein Areal von 5040 km².
Der Tippecanoe River entspringt im Noble County im Nordosten von Indiana. Er fließt anfangs in westlicher Richtung. Bei North Webster durchfließt er den Tippecanoe Lake. Er passiert die Kleinstadt Warsaw und fließt nördlich an Rochester vorbei. Später, westlich von Monterey, wendet er sich nach Süden. Der Tippecanoe River State Park liegt am westlichen Flussufer. Der Tippecanoe River strömt an Winamac vorbei.
Am Unterlauf befinden sich zwei Wasserkraftwerke, deren Staudämme, Norway Dam und Oakdale Dam, den Tippecanoe River zum Lake Shafer und Lake Freeman aufstauen. Dazwischen liegt die Kleinstadt Monticello am Flussufer. Etwa 20 km unterhalb des Oakdale Dam mündet der Tippecanoe River nördlich von Lafayette in den Wabash River.